# Echymipera kalubu
L'echimipera comune (Echymipera kalubu Fischer, 1829), detta anche bandicoot spinoso comune, è una specie di bandicoot. È munita di un muso tanto lungo perfino per i normali standard dei bandicoot. Le parti superiori sono ricoperte da una ruvida pelliccia bruno rossastra chiazzata da ciuffi spinosi color camoscio o neri. La coda è corta e quasi priva di peli. La lunghezza varia dai 300 ai 400 mm, senza contare la coda, lunga tra gli 80 e i 100 mm; il peso si aggira sui 600-2000 g.
L'echimipera comune è originaria della Nuova Guinea.